# Ga Icheon
Ga Icheon (Tiếng Hàn: 이천역, Hanja: 利川驛) là ga đường sắt trên Tuyến Gyeonggang của Tàu điện ngầm vùng thủ đô Seoul ở Yulhyeon-dong, Icheon-si, Gyeonggi-do, Hàn Quốc.

## Bố trí ga
| ↑ Sindundoyechon |
| \| ２            |
| Bubal ↓          |

| １ | ● Tuyến Gyeonggang | ← Hướng đi Gyeonggi Gwangju · Imae · Pangyo     |
| ２ | ● Tuyến Gyeonggang | → Hướng đi Bubal · Sejongdaewangneung · Yeoju → |

## Xung quanh nhà ga
- Tòa thị chính Icheon
- Sở cảnh sát Incheon
- Văn phòng thuế Icheon
- Hội trường nghệ thuật Icheon
- Jeungil Hyundai Home Town APT